# Consentimiento implícito
En el derecho de los Estados Unidos, el consentimiento implícito es una forma de autorización, que no está expresamente concedida por una persona, sino más bien inferida de acciones, hechos y circunstancias de cada situación particular (o en algunos casos, por el silencio de una persona o su inacción). El término es frecuentemente utilizado en los Estados Unidos en el contexto de las leyes sobre el manejo en estado de ebriedad.

## Consentimiento implícito y manejo en estado de ebriedad enEE. UU.
La mayoría de los estados de los Estados Unidos tienen leyes para licencias de conducir, que establecen que un conductor con licencia ha dado su consentimiento tácito para una prueba de sobriedad o aliento, o una forma similar de determinar la concentración de alcohol en la sangre. Estas leyes han sido generalmente confirmadas por los tribunales como una aplicación válida del poder de la policía de los estados.
Conducir es considerado como un privilegio y no un derecho, y el Estado tiene un interés legítimo en mantener a los conductores ebrios peligrosamente fuera de la carretera, para evitar lesiones, daños materiales y pérdidas de vidas. En la mayoría de los estados, sin embargo, la policía debe tener motivos razonables para la administración de una prueba de sobriedad.

## Consentimiento implícito en otros contextos

### Procedimiento judicial
Por lo general, una parte tiene el derecho de oposición en la corte para una línea de preguntas o en la introducción de una pieza en particular de las pruebas. Si la parte evita oponerse de manera oportuna, se entenderá que ha renunciado a su derecho de oposición y no se puede proponer la excepción en la apelación. Esta es una forma de consentimiento implícito.jbdabkabsbsbk,,asbw

### Violación conyugal
En muchas jurisdicciones de derecho común, una pareja que se casó se considerará que ha dado consentimiento implícito para tener relaciones sexuales entre ellos, una doctrina que prohibía el enjuiciamiento de un cónyuge por violación. Esta doctrina se considera obsoleta en la mayoría de los países.

### Primeros auxilios
Ver también: Leyes del buen samaritano
En los Estados Unidos, si una persona está en riesgo de fallecimiento o lesiones, pero está inconsciente o no puede responder, otras personas, incluidos los miembros del público y los paramédicos pueden suponer un consentimiento tácito, a tocar a la persona para prestar primeros auxilios. Muchos estados tienen leyes del buen samaritano, que protegen a las personas dando la ayuda de la responsabilidad legal, pero varía el tipo de personas (laicos contra profesionales de la salud) y la cantidad de protección.